# Banco Ribeiro Junqueira
O Banco Ribeiro Junqueira foi uma instituição financeira brasileira fundada pelos irmãos Custódio e José Monteiro Ribeiro Junqueira e seu cunhado Francisco de Andrade Botelho.
Foi fundado em 6 de abril de 1912 com o nome de Casa Bancária Ribeiro Junqueira Irmãos e Botelho. O nome Banco Ribeiro Junqueira S.A. foi adotado em 1938. A instituição era voltada, principalmente, para o financiamento da cafeicultura e da rizicultura.
A instituição chegou a possuir 30 agências situadas em municípios dos estados de Minas Gerais, do Espírito Santo (como Mimoso do Sul e Muqui), do Rio de Janeiro (como Itaperuna e Petrópolis) e também na cidade do Rio de Janeiro, então capital federal. Em 1962, ocupou o 60° lugar entre os 87 bancos do país com maior volume de depósito. No final da década de 1960, foi incorporado ao Banco Comércio e Indústria de Minas Gerais.
Sua sede funcionava em um edifício ainda hoje existente na praça General Osório em Leopoldina, na Zona da Mata Mineira.